# Loko (Põlva)
Koordinaten: 58° 12′ N, 27° 3′ O
Loko ist ein Dorf (estnisch küla) im Südosten Estlands. Es gehört zur Gemeinde Põlva (bis 2017 Ahja) im Kreis Põlva.
Das Dorf hat 30 Einwohner (Stand 31. Dezember 2011).